# 사사키 쇼고
사사키 쇼고(일본어: 佐々木 翔悟, 2000년 7월 25일~)는 일본의 축구 선수이다.

## 구단 경력
그는 2019년 J1리그의 가시마 앤틀러스에 입단했다. 2020년 8월 J3리그의 이와테 그루자 모리오카로 이적했다. 2021년 J3리그 준우승으로 J2리그로 승격했다. 2022년 J2리그의 제프 유나이티드 지바로 이적했다. 2024년까지 64경기에 출전하여, 3득점을 넣었다. 2025년 J1리그의 감바 오사카로 이적했다.